# Тим Себастиан
Тим Себастиан (на немски: Tim Sebastian) е германски футболист, роден на 17 януари 1984 г. в Лайпциг, Германия. Играе като защитник в немския първодивизионен Ханза Росток.